# هریونا
هریونا (به سوئدی: Herrljunga) یک منطقهٔ مسکونی در سوئد است که در بخش هریونا واقع شده‌است. هریونا ۳٫۷۱ کیلومتر مربع مساحت و ۳٬۸۲۲ نفر جمعیت دارد.